# Moto contrappuntistico
Nella teoria musicale, il moto contrappuntistico è il movimento generale di due linee melodiche l'una rispetto all'altra. Nell'armonia tradizionale a quattro parti, è importante che le linee mantengano la loro indipendenza, effetto che può essere ottenuto con l'uso appropriato dei quattro tipi di moto contrappuntistico.

## Moto retto
Si ha quando le due voci procedono nella stessa direzione (ascendente o discendente).

## Moto parallelo
Si ha se le due parti si muovono nella stessa direzione (ossia per moto retto) mantenendo tra loro lo stesso rapporto intervallare (nell'esempio sotto le due voci procedono per intervalli di sesta).

## Moto contrario
Date due linee melodiche, il moto contrario si ha quando una di esse si muove in direzione ascendente (ossia è costituita da una successione di suoni dal grave all'acuto) mentre l'altra procede in direzione discendente (successione di suoni sempre più gravi), o viceversa.

### Esempi di utilizzo
La pratica del moto contrario in polifonia è alla base di procedimenti contrappuntistici superiori, quali ad esempio il canone a specchio, del quale troviamo esempi nell'Arte della Fuga di Johann Sebastian Bach (in particolare nei contrapuncta dal XVI al XVIII).
Più recentemente, nell'ambito della dodecafonia il concetto di moto contrario è stato applicato per ottenere due delle quattro forme base della serie: il retrogrado semplice e il retrogrado dell'inverso. Nel serialismo modulare, dove la serie di dodici suoni è organizzata in sottogruppi di tre, quattro o sei note, talora i moduli sono organizzati in modo tale da essere mutuamente per moto contrario (un esempio è la serie originale della Fantasia per violino e pianoforte op. 47 di Arnold Schönberg.

## Moto obliquo
Si crea quando una delle due parti resta ferma, mantenendo la stessa nota, e l'altra si muove in senso discendente o ascendente, indifferentemente.